# Andrea Lawrence (Informatikerin)
Andrea Lawrence (* 6. Oktober 1946 in Asheville, North Carolina) ist eine US-amerikanische Informatikerin. Sie promovierte als erste Afroamerikanerin am Georgia Institute of Technology in Informatik.

## Leben und Werk
Lawrence wurde als Tochter von Jeanne Hayes und Emory Williams geboren und absolvierte 1964 die Allen High School in Ashville. Sie studierte am Spelman College und beendete 1970 ihre Grundausbildung an der Purdue University mit einem  Bachelor-Abschluss in Mathematik. Von 1979 bis 1983 unterrichtete sie Mathematik an den Cincinnati Public Schools und erwarb 1985 ihren Master-Abschluss in Informatik an der Clark Atlanta University. Sie lehrte am Spelman College und wurde 1986 zum Direktor des Informatikprogramms befördert.  1993 promovierte sie als erste Afroamerikanerin am Georgia Institute of Technology in Informatik und kehrte als Assistenzprofessorin für Informatik an das Spelman College zurück. 1994 wurde sie Vorsitzende der Abteilung für Computer- und Informationswissenschaften und 1995 wurde sie zur außerordentlichen Professorin für Informatik befördert.
Sie hat zahlreiche Artikel zur Mensch-Computer-Interaktion veröffentlicht, einschließlich der Verwendung von Computeranimationen zum Unterrichten von Algorithmen und Mensch-Computer-Interaktionen. Sie betreute auch Projekte zur Fernerkundung in der Antarktis, bei denen mithilfe von Satelliten oder Flugzeugen Informationen über das Eis der Antarktis gesammelt werden.
Lawrence lebt in Atlanta und hat drei erwachsene Kinder.

## Auszeichnungen (Auswahl)
- 2004: Technical Achiever of the Year, National Technical Association
- 2005: Technology All-Star, National Women of Colour (NWOC)
- 2012: Science Maker 2012
- 2014: SIGCSE award